# 日置市立東市来中学校
日置市立東市来中学校（ひおきしりつ ひがしいちきちゅうがっこう）は、鹿児島県日置市東市来町長里にある市立中学校。

## 概要
日置市が誕生する以前は、東市来町立東市来中学校であった。2010年4月現在の生徒数は296名。

## 沿革
- 1947年（昭和22年）5月2日 - 東市来町立東市来中学校として開校[2]。
- 1957年（昭和32年） - 東市来町立下伊集院西中学校（旧：下伊集院村立）を編入[2]。
- 2005年（平成17年）5月1日 - 日置市立東市来中学校に改称。

## 部活動
- 野球
- 陸上
- バレーボール（女）
- バスケットボール（女）
- サッカー
- ソフトテニス（男・女）
- 剣道
- 柔道
- 弓道
- 吹奏楽
- 美術

## 校区
- 鶴丸小学校校区の全域
- 伊作田小学校区の全域
- 湯田小学校校区の全域
- 皆田小学校校区の全域
- 美山小学校校区の全域

## 卒業後の進路
- 公立の伊集院高校、川内商工高校、串木野高校、吹上高校、市来農芸高校を中心に進学する。また、鶴丸高校や甲南高校など鹿児島市内の高校に進学することも可能。

## 著名な卒業生
- 永山由高（日置市長）
- 横田慎太郎（元プロ野球選手）